# St. Laurentius (Wald-Michelbach)

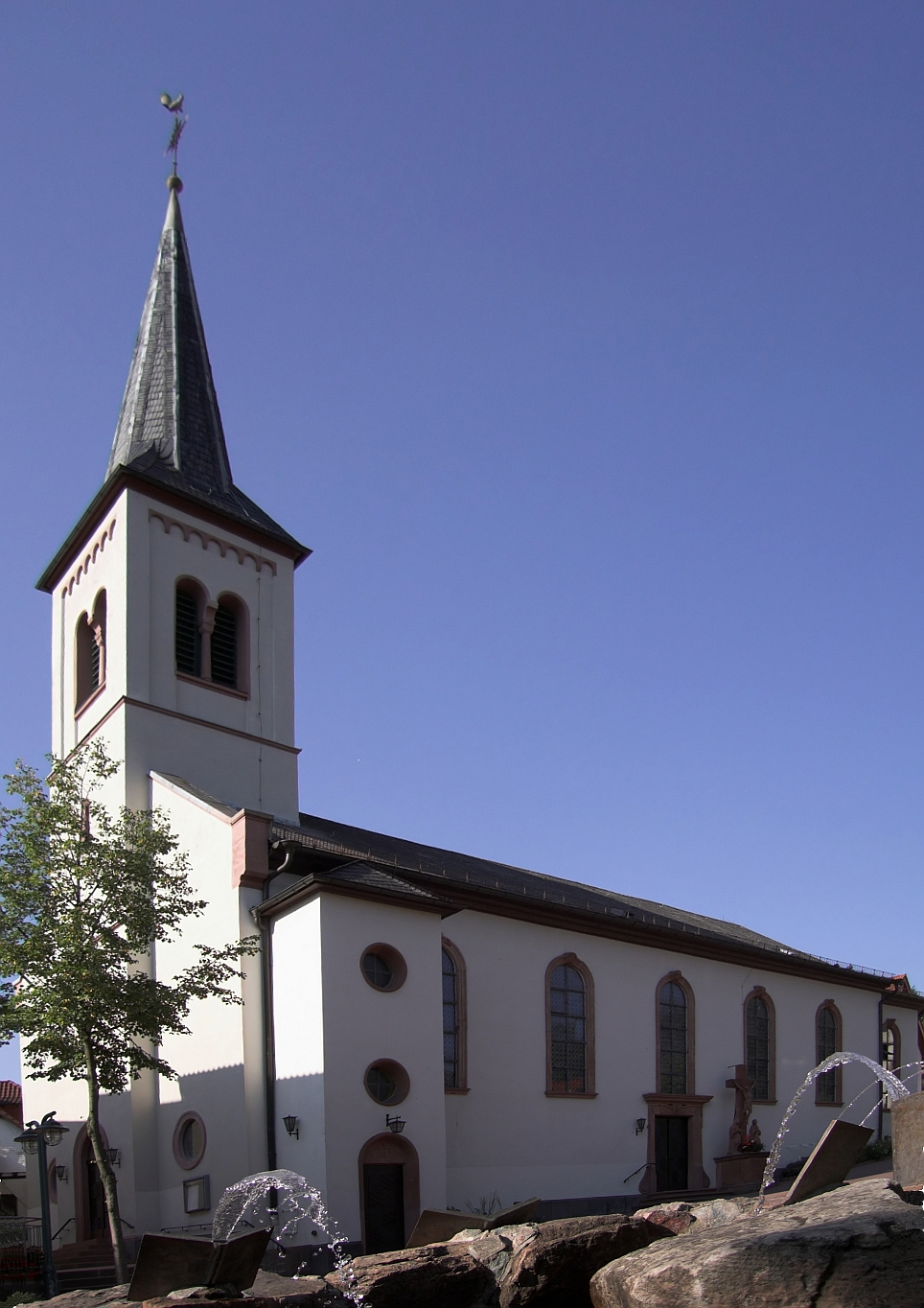
St. Laurentius (Wald-Michelbach)

Die römisch-katholische, denkmalgeschützte Kirche St. Laurentius steht in der Gemeinde Wald-Michelbach im Landkreis Bergstraße in Hessen. Die Kirche gehört zur Pfarrgruppe Überwald im Dekanat Bergstraße-Ost des Bistums Mainz. Kirchenpatron ist Laurentius von Rom.

## Beschreibung
Die barocke Saalkirche wurde mit einem leicht eingezogenen, dreiseitig abgeschlossenen Chor zwischen 1735 und 1743 gebaut. 1864/65 wurde das Kirchenschiff nach Westen verlängert und um einen nur leicht hervortretenden quadratischen Kirchturm ergänzt, der mit einem schiefergedeckten achtseitigen, spitzen Helm bedeckt wurde. Der Innenraum wurde bei Instandsetzungen im 20. Jahrhundert verändert, sodass der barocke Charakter verloren ging. Der um 1730 gebaute Hochaltar wurde mit einem Altarretabel aus einer aufgelassenen Mannheimer Kirche ergänzt, in das eine Darstellung des Hl. Laurentius integriert ist. Die Orgel steht auf der Empore im Westen.